# Le Faussaire de Londres
Pour plus de détails, voir Fiche technique et Distribution.
Le Faussaire de Londres (titre original : Der Fälscher von London en allemand) est un film allemand réalisé par Harald Reinl, sorti en 1961.
Il s'agit de l'adaptation du roman The Forger d'Edgar Wallace.

## Synopsis
Peter Clifton, l'héritier d'un millionnaire nouvellement marié, passe sa lune de miel avec Jane au Longford Manor. Lorsque Jane découvre son mari derrière une porte secrète dans une imprimerie la nuit, elle pense qu'il est le "Faussaire de Londres" tant recherché, un faussaire notoire et brillant de billets de 5 livres.
Le vieil admirateur de Jane, Basil Hale, discrédite également Clifton avec des allusions mystérieuses sur son passé. Après une vive dispute avec Clifton, Hale est retrouvé battu à mort dans le parc du château le lendemain. Jane retrouve son mari blessé et inconscient et supprime toutes les traces ainsi que l'arme du crime présumée.
L'inspecteur Rouper considère la culpabilité de Clifton comme prouvée, mais pas le prudent inspecteur en chef Bourke. Lorsque Radlow, l'avocat et exécuteur testamentaire de Peter Clifton, demande à Bourke de venir le voir, il arrive et trouve l'avocat poignardé à mort dans le bureau. Clifton, inconscient, repose dans le jardin, à côté d'un stylet taché de sang.
Malgré les preuves apparemment claires, Bourke consulte le médecin de famille de Clifton, le docteur Wells. Il avoue avoir drogué Clifton avec des injections afin de le faire accuser des meurtres. Bourke dénonce également son homologue Rouper comme complice et le fait arrêter. Et Clifton apprend de Bourke que son père est différent de celui qu'il pensait auparavant. Mme Unterson, la mère de Basil Hale, tire sur le docteur Clifton alors qu'elle recherche le meurtrier présumé de son fils, le docteur Wells. Le peintre John Leith est finalement dénoncé comme le "Faussaire de Londres" et finalement arrêté.

## Fiche technique
- Titre : Le Faussaire de Londres
- Titre original allemand : Der Fälscher von London
- Réalisation : Harald Reinl assisté de Hansi Köck
- Scénario : Johannes Kai
- Musique : Martin Böttcher
- Direction artistique : Mathias Matthies (de)
- Costumes : Gudrun Hildebrandt
- Photographie : Karl Löb
- Son : Werner Schlagge
- Montage : Hermann Ludwig (de)
- Production : Horst Wendlandt
- Société de production : Rialto Film
- Société de distribution : Constantin Film
- Pays d'origine :  Allemagne de l'Ouest
- Langue : allemand
- Format : Noir et blanc - 1,66:1 - mono - 35 mm
- Genre : Policier
- Durée : 93 minutes
- Dates de sortie :
  -  Allemagne de l'Ouest : 15 août 1961.
  -  France : 23 novembre 1961[1].
  -  Finlande : 15 décembre 1961.
  -  Danemark : 7 mai 1962.
  -  Suède : 28 septembre 1964.
  -  Estado Novo (Portugal) : 15 août 1967.

## Distribution
- Hellmut Lange (de) : Peter Clifton, né Welerson
- Karin Dor : Jane Clifton, née Leith
- Siegfried Lowitz : Inspecteur en chef Bourke
- Viktor de Kowa : Dr. Donald Wells
- Mady Rahl : Majorie Wells
- Robert Graf : Basil Hale
- Walter Rilla : John Leith
- Sigrid von Richthofen : Mrs Unterson
- Ulrich Beiger : Inspecteur Rouper
- Joseph Offenbach : Henry Blonberg
- Otto Collin (de) : le procureur Radlow
- Eddi Arent : Stone, le voisin
- Hans Lohfing : James, le majordome
- Wolfgang Merling : le chauffeur de la police
- Willy Wiesgen : le portier
- Horst Breitkreuz : le directeur
- Annelies Schmiedel (de) : Anna, la soubrette
- Günther Hauer : le chaffeur de taxi
- Heidrun Kussin : Mary, la gouvernante
- Werner Reinisch : Hopkins
- Günter Lüdke (de) : Wislow, un fonctionnaire
- Karl Otto Ragotzky (de) : Stanley
- Horst Uhse (de) : l'organiste Miller
- Heinz Klevenow : le double de "l'homme rusé" / voix du garde et de l'organiste Miller
- Günther Jerschke (de) : le commentateur à la radio / la voix du procureur Radlow

## Production
Les précédentes adaptations d'Edgar Wallace de Rialto Film ont un succès exceptionnel, tandis que de nombreux autres producteurs de films ressentent les conséquences de la baisse de l'audience depuis l'introduction de la télévision. Horst Wendlandt, co-partenaire de Rialto Film aux côtés de Preben Philipsen depuis 1961, acquiert une influence croissante sur les adaptations de Wallace grâce à son succès. Chez Constantin Film, Waldfried Barthel (de) et Gerhard F. Hummel (de) le soutiennent en tant que partenaires commerciaux et consultants compétents.
Lors de la planification de la saison cinématographique 1961-1962, ils s'accordent une nouvelle fois avec Wendlandt pour produire quatre adaptations d'Edgar Wallace : Der Banknotenfälscher (Der Fälscher von London), L'Étrange Comtesse, La Porte aux sept serrures et Gangster in London (L'Orchidée rouge). Constantin Film convainc l'écrivain Johannes Kai pour l'adaptation du roman The Forger. Son scénario est plutôt fidèle et le titre du film ajoute de Londres. Harald Reinl, engagé pour Les Mystères de Londres et Le Narcisse jaune intrigue Scotland Yard, reprend la direction.
Il s'agit de la troisième adaptation de Wallace pour Karin Dor. Le rôle principal masculin est joué par Hellmut Lange, peu connu à l’époque.
Le tournage a lieu du 2 mai au 6 juin 1961. Les plans extérieurs sont tournés, entre autres, à Hambourg, dans la Speicherstadt, sur l'Elbchaussee (de) et au château de Herdringen dans le Sauerland. Certaines scènes d'intérieur y sont réalisées (la salle à manger, la chambre de Peter, le couloir). La majorité des plans intérieurs sont réalisés dans les studios de Real-Film, dans l'arrondissement de Wandsbek. Les enregistrements londoniens proviennent des archives. Au début du tournage, l'enregistrement du précédent film de Wallace, Le Narcisse jaune intrigue Scotland Yard, n'est pas encore terminé.
Le film est interdit aux moins de 16 ans par le FSK sans aucune exigence de montage, et en 1991, il est permis aux plus de 12 ans.
Le film fait deux millions d'entrées en Allemagne.

## Anecdotes
- La première scène de courses de chevaux présente des images d'archives de la reine Élisabeth II à l'hippodrome d'Ascot et la scène finale présente des images d'archives de la finale de la Coupe des champions d'Europe, toujours avec une brève superposition de la reine Élisabeth II avec son mari, le prince Philippe. Les deux enregistrements sont insérés dans l'intrigue du film[1],[5].
- Les agents de Scotland Yard portent des uniformes de police des années 1960, mais des casques avec l'emblème du roi George VI, même si en 1961 sa fille Élisabeth II était reine depuis huit ans déjà.

## Source de traduction
- (de) Cet article est partiellement ou en totalité issu de l’article de Wikipédia en allemand intitulé « Der Fälscher von London » (voir la liste des auteurs).

1. 1 2 3  Fiche Encyclociné
2. ↑  (de) Klaus M. Schmidt, Ingrid Schmidt, Lexikon Literaturverfilmungen : Verzeichnis deutschsprachiger Filme 1945-2000, J.B. Metzler, 2016, 650 p. (ISBN 9783476027276, lire en ligne), p. 197
3. 1 2 3 4 5 6  (en) Nicholas G. Schlegel, German Popular Cinema and the Rialto Krimi Phenomenon : Dark Eyes of London, Lexington Books, 2022, 222 p. (ISBN 9781498570732, lire en ligne), p. 82-85
4. ↑  (de) Christopher Feldmann, « „Hallo, hier spricht Edgar Wallace!“ #7 – Der Fälscher von London (1961) », sur Die Medienhuren, 2020 (consulté le 17 janvier 2024)
5. ↑  (en) « Fälscher von London, Der (The Forger of London) », sur reelstreets.com (consulté le 17 janvier 2024)